# Байрака, Михаил Николаевич
Михаил Николаевич Байрака (укр. Михайло Миколайович Байрака; род. 1 января 1950, Александровка, Днепропетровская область) — украинский государственный деятель, депутат Верховной рады Украины I созыва (1990—1994).

## Биография
Родился 1 января 1950 года в селе Александровка Софиевского района Днепропетровской области.
В 1970 году окончил Криворожский педагогический институт по специальности «математик». После окончания педагогического института работал учителем математики в криворожской средней школе № 29.
С 1972 года работал на комбинате «Криворожсталь», где прошёл путь от инженера до заместителя генерального директора по экономическим вопросам. Также окончил Киевский институт народного хозяйства по специальности «инженер-экономист». Член КПСС с 1978 года.
В 1990 году в ходе первых альтернативных парламентских выборов в Украинской ССР был выдвинут кандидатом в народные депутаты трудовым коллективом «Криворожстали». 18 марта 1990 года был избран народным депутатом Верховного совета Украинской ССР XII созыва (в дальнейшем — Верховной рады Украины I созыва) от Дзержинского избирательного округа № 89 Днепропетровской области, набрал 63,95% голосов во втором туре среди 5 депутатов. В парламенте являлся членом Комиссии по вопросам планирования, бюджета, финансов и цен. Также в 1992 году занимал должность заместителя министра по вопросам разгосударствления собственности и демонополизации производства в правительстве Витольда Фокина. Депутатские полномочия истекли 10 мая 1994 года.
С 1995 года был главным менеджером, затем генеральным директором представительства германской фирмы Logimex.

## Награды
- Заслуженный работник промышленности Украинской ССР.